# Port 254
Port 254, při použití šestnáctkové soustavy port FE, je port procesoru Z80 používaný v počítačích Sinclair ZX80, Sinclair ZX81 a Sinclair ZX Spectrum a kompatibilních počítačích. Je použit pro čtení stavu klávesnice, přístup k magnetofonu, a u ZX Spectra také k ovládání reproduktoru a nastavování barvy okraje obrazu. Při šestnáctibitovém adresování portu vyšší byte adresy portu má vliv pouze na to, stav které části klávesnice je čten. Z tohoto důvodu se pod označením port 254/port FE obvykle neuvažuje pouze tento jediný port, ale všechny porty B*256+254, kde B je od 0 do 255 (šestnáctkově xxFE, kde xx je od 00 do FF).
V počítačích ZX80, ZX81 a ZX Spectrum je port 254 vybrán kdykoliv, kdy je nejnižší bit adresy (A0) nastaven na nulu, u počítačů Timex Sinclair 2068 a jeho nástupců je port 254 vybrán pouze pokud je nižší byte celé šestnáctibitové adresy nastaven na hodnotu 254. Počítač ATM Turbo používá některé adresní bity při adresování portu 254 pro nastavení některých vlastností počítače.
Stav klávesnice je možné u počítačů ZX Spectrum číst pouze pokud je některý z bitů vyššího bytu adresy nastaven na nulu, u počítače SAM Coupé, pokud jsou všechny bity vyššího bajtu adresy nastavené na jedničku, je možné číst stav některých kláves, které má navíc proti ZX Spectru.

## Využití jednotlivých bitů portu
| počítač                      | význam | význam                                              | význam                                  | význam                      | význam      | význam     | význam                       | význam                       | význam                       |
| počítač                      |        | 7                                                   | 6                                       | 5                           | 4           | 3          | 2                            | 1                            | 0                            |
| ZX80, ZX81                   | čtení  | magnetofon                                          | obrazová frekvence (0..60 Hz, 1..50 Hz) |                             | klávesnice  | klávesnice | klávesnice                   | klávesnice                   | klávesnice                   |
|                              |        |                                                     |                                         |                             |             |            |                              |                              |                              |
| Sinclair ZX Spectrum         | čtení  |                                                     | magnetofon                              |                             | klávesnice  | klávesnice | klávesnice                   | klávesnice                   | klávesnice                   |
| Sinclair ZX Spectrum         | zápis  |                                                     |                                         |                             | reproduktor | magnetofon | barva borderu                | barva borderu                | barva borderu                |
|                              |        |                                                     |                                         |                             |             |            |                              |                              |                              |
| SAM Coupé                    | čtení  | detekce připojení externí RAM                       | magnetofon                              | světelné pero/sériový vstup | klávesnice  | klávesnice | klávesnice                   | klávesnice                   | klávesnice                   |
| SAM Coupé                    | zápis  | zákaz zobrazování (pouze v grafických módech 3 a 4) | zapnutí MIDI through                    | nejvyšší bit barvy borderu  | reproduktor | magnetofon | nižší tři bity barvy borderu | nižší tři bity barvy borderu | nižší tři bity barvy borderu |
|                              |        |                                                     |                                         |                             |             |            |                              |                              |                              |
| Orel BK-08, Elwro 800 Junior | čtení  | klávesnice                                          | magnetofon                              | klávesnice                  | klávesnice  | klávesnice | klávesnice                   | klávesnice                   | klávesnice                   |
| Orel BK-08, Elwro 800 Junior | zápis  |                                                     |                                         |                             | reproduktor | magnetofon | barva borderu                | barva borderu                | barva borderu                |
|                              |        |                                                     |                                         |                             |             |            |                              |                              |                              |
| Scorpion ZS-256              | čtení  | BUSY paralelního portu                              | magnetofon                              | data RS-232                 | klávesnice  | klávesnice | klávesnice                   | klávesnice                   | klávesnice                   |
| Scorpion ZS-256              | zápis  |                                                     |                                         |                             | reproduktor | magnetofon | barva borderu                | barva borderu                | barva borderu                |